# 李汝大
李汝大，MH（1944年10月25日—），為前斐濟駐香港名譽領事、前東區區議會（丹拿選區）議員、香港自由黨成員，亦擔任香港中山學會副主席、香港孫文大成學會秘書長、中華民國華僑救國聯合總會理事等香港親台團體要職，亦在老牌政團香港公民協會任社區關係及發展委員會主席。李汝大亦曾任香港立法局議員。

## 背景
李汝大早年在深水埗區成長，籍貫廣東順德；曾就讀深水埗學校小學部（小一至小五，該校現址為又一村啟基學校）和九龍華仁書院小學部（1956年小六），於1962年畢業於九龍華仁書院中五年級（1957年至1962年），並在當年香港中學會考中考獲第1名（7優1良），翌年於該校預科畢業後，考進香港中文大學聯合書院歷史系（修讀語言、文學及歷史科），1966年畢業後進入中文大學研究院深造文學及翻譯學，1968年獲文學碩士學位（中國語文）。他又於1975年至1977年間取得香港大學管理學文憑，膺選英國皇家文藝學院院士、美國加州南太平洋大學及華盛頓州西雅圖國際大學名譽博士。
李汝大畢業後於香港嶺南學院（香港嶺南大學前身）任教3年，教授翻譯及中外歷史。1970年任職於浸會學院（香港浸會大學前身）史地系，1971年在香港中文大學校務處人事組擔任行政助理。1973年轉往理工學院（香港理工大學前身）教務處，1979年出任該院課程部主任，兼任講師，後任高級助理教務長（1992年－2002年）。

## 參與工作
李汝大一直積極參與成人教育工作，在政府夜中學兼教4年，並於1975年創辦香港成人教育協會，出任會長，後任榮譽會長。1985年－1988年擔任立法局民選議員，1986年李汝大建議香港實施夫婦分開評稅，是香港第一位議員提出這項建議。他亦出任香港東區區議會民選議員（1985年至2015年）、斐濟駐香港名譽領事（1992年至2024年）及優才（楊殷有娣）書院校監（自2003年起）。
至於政治取態，李汝大在八十年代爭取八八直選，並在2000年立法會補選時為余若薇助選。然而，他逐漸脫離泛民主派，親近建制陣營。李汝大先提名民建聯葉國謙參選立法會區議會界別功能組別的選舉。2011年，又借出街板位置予民建聯鍾樹根作宣傳，最終在2014年加入自由黨，正式成為建制派一員。
他也參與社會服務及文教工作，並客串廣播文教節目，例如香港電台製作的「博古通今」及「成人教育指南」。主持電視校際時事及學術常識問答比賽，擔任朗誦節中文朗誦評判等。除此之外，李汝大還是香港賽馬會會員，是馬主團體「朝氣團體」的成員，名下馬匹包括「勁飛馳」、「勁飛駒」、「駿飛寶」、「勁飛勁」、「勁飛寶寶」、「酷比爸」。

## 個人生活
李汝大在1968年與朱氏（Denise）於香港結婚，婚後育有2子1女。朱氏退休前是一名小學教師。

## 外部連結
- 香港電台 《校際時事及學術常識問答比賽》（1985年）李汝大、梁敏兒主持 （页面存档备份，存于）

| 前任： 黃晉偉 | 東區區議員（北角東） 1985年—1994年 | 繼任： 末任 (選區分拆) |
| 前任： 首任   | 東區區議員（丹拿） 1995年—2015年   | 繼任： 鄭達鴻          |